# Музика от филмите за Хари Потър
Музиката от филмите за Хари Потър е записана и издадена заедно с постпродукцията и изданията на всеки от осемте филма, от които се състои филмовият франчайз. Музиката е композирана от Джон Уилямс, Патрик Дойл, Никълъс Хупър и Александър Деспла. Въпреки че Уилямс записва само музиката към първите три филма, няколко музикални теми, които той създава, са повторени и включени в по-късните партитури, по-специално Hedwig's Theme, която е включена във всичките осем филма. Други музиканти, на които се приписва изходната филмова музика, са Джарвис Кокър, Ординари бойс, Ник Кейв и Бед Сийдс. Джеръми Соул и Джеймс Хъниган създават музиката за видеоигрите „Хари Потър“.

## Общ преглед
| Година | Заглавие                                  | Композитор        | Диригент                   | Оркестрант                                                                                                 | Оркестър                      |
| ------ | ----------------------------------------- | ----------------- | -------------------------- | --- | ----------------------------- |
| 2001   | Хари Потър и Философският камък           | Джон Уилямс       | Джон Уилямс                | Джон Уилямс Конрад Поуп Александър Каридж Джон Нюфълд Еди Карам Пийт Антъни Лари Ренч                      | Лондонски симфоничен оркестър |
| 2002   | Хари Потър и Стаята на тайните            | Джон Уилямс       | Уилям Рос                  | Джон Уилямс Конрад Поуп Александър Каридж Джон Нюфълд Еди Карам Пийт Антъни Лари Ренч                      | Лондонски симфоничен оркестър |
| 2004   | Хари Потър и Затворникът от Азкабан       | Джон Уилямс       | Джон Уилямс                | Джон Уилямс Конрад Поуп Александър Каридж Джон Нюфълд Еди Карам Пийт Антъни Лари Ренч                      | Лондонски симфоничен оркестър |
| 2005   | Хари Потър и Огненият бокал               | Патрик Дойл       | Джеймс Шърман              | Патрик Дойл Джеймс Шърман Лоурънс Ашмор ЈДжон Бел Джеймс Макуилям                                          | Лондонски симфоничен оркестър |
| 2007   | Хари Потър и Орденът на феникса           | Никълъс Хупър     | Аластър Кинг               | Аластър Кинг Саймън Уайтсайд Джеф Александър Джулиън Кершоу Брадли Майлс                                   | Лондонски камерен оркестър    |
| 2009   | Хари Потър и Нечистокръвния принц         | Никълъс Хупър     | Никълъс Хупър Аластър Кинг | Аластър Кинг Джеф Атмаджан Саймън Уайтсайд Дарил Грифит Брадли Фермър                                      | Лондонски камерен оркестър    |
| 2010   | Хари Потър и Даровете на Смъртта – част 1 | Александър Деспла | Александър Деспла          | Александър Деспла Конрад Поуп Жан-Паскал Бент Клифърд Тейснър Ричард Стюарт Нан Шварц Алехандро де ла Йоса | Лондонски симфоничен оркестър |
| 2011   | Хари Потър и Даровете на Смъртта – част 2 | Александър Деспла | Александър Деспла          | Александър Деспла Конрад Поуп Жан-Паскал Бент Клифърд Тейснър Бил Нюлин Нан Шварц Алехандро де ла Йоса     | Лондонски симфоничен оркестър |

## Теми и мотиви
По време на поредицата всеки композитор създава музикални теми за конкретни герои, елементи, местоположения и идеи. Няколко теми могат да бъдат чути във филми, следващи този, за който са написани, въпреки че много малко се срещат в цялата филмова поредица.

### ВъвФилософският камък
| Тема                      | Описание | Може да се чуе във |
| ------------------------- | --- | --- |
| Hedwig's Flight (Theme)   | Главната тема е тясно идентифицирана и използвана във всички филми за Хари Потър. Въпреки че е озаглавена Hedwig's Theme, не винаги представя конкретно Хедуиг, а по-скоро широката идея за магията и света на магьосниците. Концертната сюита често се изпълнява от музиканти и ансамбли.                                                                       | Философският камък, Стаята на тайните, Затворникът от Азкабан, Огненият бокал, Орденът на феникса, Нечистокръвния принц, Даровете на Смъртта – част 1 и Даровете на Смъртта – част 2 |
| Family Portrait           | Представлява родителите на Хари и новото му семейство в „Хогуортс“. | Философският камък, Стаята на тайните и Даровете на смъртта – част 2 |
| Harry's Wondrous World    | Свързана е с Хари и приятелите му Рон и Хърмаяни. | Философският камък, Стаята на тайните, Нечистокръвния принц и Даровете на Смъртта – част 2                                                                                           |
| Nimbus 2000               | Свързва се с „Нимбус 2000“, летене и пакости. | Философският камък, Стаята на тайните, Затворникът от Азкабан и Даровете на Смъртта – част 2                                                                                         |
| Voldemort's Theme         | Тема от две части, свързана с главния антагонист, Лорд Волдемор. | Философският камък и Стаята на тайните |
| Philosopher's Stone       | Свързва се с Философския камък и се използва за представяне на Волдемор в Стаята на тайните. | Философският камък и Стаята на тайните |
| Diagon Alley              | Представя „Диагон-Али“. | Философският камък (само в албума) и Стаята на тайните |
| Hogwarts Forever          | Тематично представяне на „Хогуортс“. | Философският камък |
| Quidditch Fanfare         | С темата се поставя началото на мачовете по куидич. | Философският камък и Стаята на тайните |
| Christmas at Hogwarts     | Свързва се с идването на зимата и наближаването на Коледа. | Философският камък и Стаята на тайните |
| The Dark Forest           | Представя Забранената гора като място за действие. | Философският камък и Стаята на тайните |
| The Flying Keys           | Свързва се с летящи магически предмети и същества; като летящите ключове в първия филм и корнуолските феи и блъджъра във втория филм. | Философският камък и Стаята на тайните |
| The Banquet Fanfare       | Музика, използвана по време на банкетни сцени. | Философският камък и Стаята на тайните |
| The Great Hall Fanfare    | Тема, свързана с откриването на удивителния магьоснически свят. Използва се за откритията на „Диагон-Али“ (във филма), „Хогуортс“ и „Голямата зала“ (и по време на разпределянето на Хърмаяни). | Философският камък |
| Ron Weasley's Motif       | Причудлива тема, използвана за представяне на Рон. | Философският камък и Стаята на тайните |
| Weasley's Family          | Комична тема, чута по време на семейни сцени, особено тези на гарата. | Философският камък и Стаята на тайните |
| Comical Theme             | Използва се при сцените с дракона на Хагрид и повръщането на плужеци на Рон. | Философският камък и Стаята на тайните |
| Revelation Theme          | Използва се при първото появяване на Стаята с шахматната дъска и Стаята на тайните. Чува се за първи път, когато Филч и Снейп откриват, че някой е бил в „Забранената секция“ на библиотека в първия филм. | Философският камък и Стаята на тайните |
| The Sneaking Around Theme | Чува се с първото появяване на Дъмбълдор от мъглата; Златното трио посещава Хагрид посред нощ; приближаването на летящата кола; и Хари намира Почтибезглавия Ник и Джъстин Финч-Флечли вкаменени. | Философският камък и Стаята на тайните |
| Dursley's Theme           | Комична тема, свързана със семейство Дърсли. | Философският камък и Стаята на тайните |
| Ghosts' Motif             | Музика, която се чува, когато се появяват призраците. Използва се и в сцените със Стенещата Миртъл. | Философският камък и Стаята на тайните |
| Invisibility Cloak Theme  | Свързва се с мантията невидимка по време на използването ѝ в първите два филма. Използва се и когато Хари пише на Том Риддъл в дневника и когато Том започва да обяснява на Хари странните събития, случили се през учебната година във втория филм. Чува се много накратко в третия филм, когато Хари облича мантията, докато се измъква от „Меденото царство“. | Философският камък, Стаята на тайните и Затворникът от Азкабан |
| Fluffy's Harp             | Музика, изсвирена от арфата в първия филм, която е инструментът, използван за приспиване на Пухчо. | Философският камък |
| Leaving Hogwarts          | Когато Хари се качва на влака в края на филма. | Философският камък, Стаята на тайните и Даровете на Смъртта – част 2 |

### ВСтаята на тайните
| Тема                   | Описание                                                                      | Може да се чуе в  |
| ---------------------- | ----------------------------------------------------------------------------- | ----------------- |
| Fawkes the Phoenix     | Свързва се с феникса Фоукс, домашния любимец на Дъмбълдор                     | Стаята на тайните |
| Gilderoy Lockhart      | Представя Флориш и Блотс и професор Локхарт.                                  | Стаята на тайните |
| Dobby's Theme          | Свързва се с домашното духче Доби                                             | Стаята на тайните |
| The Chamber of Secrets | Свързва се със сцената в Стаята на тайните.                                   | Стаята на тайните |
| Moaning Myrtle         | Свързва се със Стенещата Миртъл                                               | Стаята на тайните |
| The Flying Car         | Прозвучава по време на сцената с летящата кола, използвана от главните герои. | Стаята на тайните |
| Spider's Theme         | Тема с осем ноти (по една за всеки крак), свързана с паяците на Арагог.       | Стаята на тайните |
| Lucius Malfoy's Theme  | Конспиративна тема, свързана с Малфой.                                        | Стаята на тайните |
| Errol the Owl          | Свързва се с домашната сова на семейство Уизли.                               | Стаята на тайните |
| Basilisk Duel Motif    | Свързва се с битката на Хари и базилиска в Стаята на тайните.                 | Стаята на тайните |

### ВЗатворникът от Азкабан
| Тема                    | Описание | Може да се чуе в                                                  |
| ----------------------- | --- | ----------------------------------------------------------------- |
| Double Trouble          | Основна тема в третата партитура. | Затворникът от Азкабан                                            |
| Sirius Black's Theme    | Мотив с 3 ноти, който представя Сириус Блек като злодей.                                                                                                 | Затворникът от Азкабан                                            |
| A Window to the Past    | Свързва се с герои, които имат връзки с родителите на Хари.                                                                                              | Затворникът от Азкабан                                            |
| Buckbeak's Flight       | Представя Бъкбийк, докато лети. Използва се и когато Хари и Хърмаяни спасяват Сириус Блек.                                                               | Затворникът от Азкабан                                            |
| Quidditch Motif         | Вторична тема, използвана за представяне на сцените по куидич. Повторена е от Никълъс Хупър в Нечистокръвния принц по време на пробите по куидич на Рон. | Затворникът от Азкабан и Нечистокръвния принц                     |
| Patronus Theme          | Свързва се с магията на патронуса. | Затворникът от Азкабан                                            |
| Marauders' Motif        | Свързва се със Сириус Блек в животинска форма, Ремус Лупин във форма на върколак и с Хитроумната карта.                                                  | Затворникът от Азкабан                                            |
| Betrayal Theme          | Представя емоционалната реакция на Хари, когато научава, че родителите му са били предадени и с оставката на Лупин.                                      | Затворникът от Азкабан                                            |
| Peter Pettigrew's Theme | Свързва се с Питър Петигрю. | Затворникът от Азкабан, Орденът на феникса и Нечистокръвния принц |

### ВОгненият бокал
| Тема                   | Описание | Може да се чуе в                    |
| ---------------------- | --- | ----------------------------------- |
| Voldemort's Theme      | Новата самоличност на Лорд Волдемор. | Огненият бокал и Орденът на феникса |
| Harry's Theme          | Свързва се с Хари. Концертната сюита е озаглавена "Harry in Winter".                                                                         | Огненият бокал                      |
| Hogwarts' Hymn         | Свързва се с „Хогуортс“. | Огненият бокал                      |
| Durmstrang Theme       | Представя Виктор Крум и „Дурмщранг“. Използва се и при представянето на българския отбор по куидич.                                          | Огненият бокал                      |
| Beauxbatons Theme      | Представя „Бобатон“. | Огненият бокал                      |
| Moaning Myrtle's Theme | Свързва се със Стенещата Миртъл. Използва оркестрация, подобна на оригиналната тема на Уилямс за същия герой.                                | Огненият бокал                      |
| Merpeople's Theme      | Свързан се с езеряните и втората задача. За първи път се чува, когато Хари отваря златното яйце под вода, и отново по време на състезанието. | Огненият бокал                      |

### ВОрденът на феникса
| Тема                           | Описание | Може да се чуе в                                  |
| ------------------------------ | --- | ------------------------------------------------- |
| Professor Umbridge's Theme     | Представя Долорес Ъмбридж. | Орденът на феникса и Нечистокръвния принц         |
| Possession Theme               | Свързва се с Волдемор и опита му да обладае Хари.                                                                                                | Орденът на феникса и Нечистокръвния принц         |
| Weasley's Wizard Wheezes Theme | Свързва се с лудориите на Фред и Джордж Уизли.                                                                                                   | Орденът на феникса и Нечистокръвния принц         |
| Dumbledore's Army Theme        | Представя армията на Дъмбълдор. | Орденът на феникса и Нечистокръвния принц         |
| Kiss Theme                     | Представя любовта на Хари и неговото приятелство.                                                                                                | Орденът на феникса и Даровете на Смъртта – част 2 |
| Ministry of Magic Theme        | Представя Министерството на магията. Има прилики в оркестрацията с темата на Александър Деспла за Министерството в Даровете на смъртта – част 1. | Орденът на феникса                                |

### ВНечистокръвния принц
| Тема                        | Описание | Може да се чуе в                                    |
| --------------------------- | --- | --------------------------------------------------- |
| "In Noctem" Theme           | Представя Албус Дъмбълдор. | Нечистокръвния принц                                |
| Death Eater Theme           | Ритмично остинато, представящо смъртожадните на Волдемор.                                                                                            | Нечистокръвния принц                                |
| Malfoy's Theme              | Свързва се с Драко Малфой и неговата мисия. | Нечистокръвния принц                                |
| Slughorn's Theme            | Представя професор Слъгхорн. | Нечистокръвния принц                                |
| Harry and Hermione Theme    | Свързва се с приятелството между Хари и Хърмаяни. | Нечистокръвния принц                                |
| Ginny's Theme               | Нова романтична тема. Използва се конкретно във връзка с Джини.                                                                                      | Нечистокръвния принц                                |
| Dumbledore's Farewell Theme | Свързва със смъртта на Албус Дъмбълдор. Също така е използвана от Александър Деспла в музиката за спомените на Снейп в Даровете на смъртта – част 2. | Нечистокръвния принц и Даровете на Смъртта – част 2 |

### ВДаровете на Смъртта – част 1
| Тема                                   | Описание | Може да се чуе в                                            |
| -------------------------------------- | --- | ----------------------------------------------------------- |
| Obliviate                              | Представя загубата на невинност на Хари, Рон и Хърмаяни. Основна тема за филма. | Даровете на Смъртта – част 1 и Даровете на Смъртта – част 2 |
| Band of Brothers Theme (Friends Theme) | В Даровете на Смъртта – част 1 представя Ордена на феникса. В Даровете на Смъртта – част 2 темата е свързана конкретно с Невил. Използва се и като тема за Джини и Хари. | Даровете на Смъртта – част 1 и Даровете на Смъртта – част 2 |
| Voldemort's Theme                      | Свързва се с Лорд Волдемор. | Даровете на Смъртта – част 1                                |
| Death Eaters                           | Остинато, представящо смъртожадните. Често е контрапункт с темата на Волдемор. | Даровете на Смъртта – част 1                                |
| Dumbledore Theme                       | Свързва се с Дъмбълдор и семейството му. | Даровете на Смъртта – част 1 и Даровете на Смъртта – част 2 |
| Horcruxes Theme                        | Свързва се с хоркруксите на Волдемор. Тази тема е използвана за първи път за медальона в Част 1. | Даровете на Смъртта – част 1 и Даровете на Смъртта – част 2 |
| Ron's Theme or Love Theme              | Тема, свързана с Рон и очевидно като любовна тема за него и Хърмаяни. Може да се чуе в сцените Рон напуска, Рон говори и в края на Родителите на Хърмаяни, когато Рон се завръща в Част 1. Използва се повторно в Част 2 по време на целувката и когато Хърмаяни и Рон търсят Хари по време на битката.                                                | Даровете на Смъртта – част 1 и Даровете на Смъртта – част 2 |
| Hermione's Theme                       | Тема, свързана с Хърмаяни. Тази тема може да се чуе в първата част на сцената Родителите на Хърмаяни и в края на Семейство Дъмбълдор. Използва се отново по време на сцената на мъчение с Белатрикс. В демонстрациите на саундтрака тази тема може да се чуе и в песента Travelling Montage, когато Хари и Хърмаяни изчезват след заминаването на Рон. | Даровете на Смъртта – част 1                                |
| Deathly Hallows                        | Представлява Даровете на Смъртта като обекти. | Даровете на Смъртта – част 1 и Даровете на Смъртта – част 2 |
| Dobby's Theme                          | Нова тема за Доби. | Даровете на Смъртта – част 1                                |
| Lovegood's Theme                       | Представлява Ксенофилиъс Лавгуд и често е в контрапункт с темата Deathly Hallows. Чува се само в надписите. | Даровете на Смъртта – част 1                                |

### ВДаровете на Смъртта – част 2
| Тема               | Описание                                           | Може да се чуе в             |
| ------------------ | -------------------------------------------------- | ---------------------------- |
| Lily's Theme       | Свързва се със спомена за майката на Хари.         | Даровете на Смъртта – част 2 |
| Statues            | Представлява битката за „Хогуортс“.                | Даровете на Смъртта – част 2 |
| Battlefield        | Втора тема за битката за „Хогуортс“.               | Даровете на Смъртта – част 2 |
| Severus and Lily   | Свързва се с любовта на Снейп към майката на Хари. | Даровете на Смъртта – част 2 |
| Resurrection Theme | Представя камъка на възкресението и живота.        | Даровете на Смъртта – част 2 |